# 161 (număr)
161 (o sută șaizeci și unu) este numărul natural care urmează după 160 și precede pe 162 într-un șir crescător de numere naturale.

## În matematică
160
- Este un număr piramidal hexagonal.[1]
- Este un număr semiprim.[2][3]
- Este un număr Blum,[4][5] deoarece factorii săi primi (7 și 23) sunt ambii numere prime Gaussiene.
- Este un număr Cullen.[6][7]
- Este un număr palindromic.[8][9]
- Este suma a 5 numere prime consecutive ({\displaystyle \,23+29+31+37+41=161\,}).

### În astronomie
- Obiectul NGC 161 din New General Catalogue este o galaxie lenticulară cu o magnitudine 16,38 în constelația Balena.
- 161 Athor  este un asteroid din centura principală.
- 161P/Hartley-IRAS este o cometă periodică din sistemul nostru solar.

## În alte domenii
161 se poate referi la:
- Chitara Kay K-161 ThinTwin.
- Recomandarea E.161 a ITU-T privind distribuirea literelor pe tastatura de telefon cu 12 taste
- 161 este folosit de Anti Fascist Action drept cod pentru AFA (A=1, F=6 conform ordinii din alfabet), uneori folosită în expresia „161>88”[10] (88 este codul pentru „Heil Hitler” folosit de neonaziști, deoarece H=8).